# Eupithecia mustangata
Eupithecia mustangata är en fjärilsart som beskrevs av Schütze 1961. Eupithecia mustangata ingår i släktet Eupithecia och familjen mätare. Inga underarter finns listade i Catalogue of Life.